# Saloulou
Saloulou est un village du Sénégal situé en Basse-Casamance. Il fait partie de la communauté rurale de Kafountine, dans l'arrondissement de Kataba 1, le département de Bignona et la région de Ziguinchor.
Lors du dernier recensement effectué en 2002, le village comptait 565 habitants et 79 ménages.